# 二塘站
二塘站是位于广西壮族自治区桂林市临桂区临桂镇的一个铁路车站，邮政编码541100。车站建于1939年，湘桂铁路和衡柳铁路经过该站，衡柳铁路与湘桂铁路在车站下行端分离，衡柳铁路与湘桂铁路（灵二环线）在车站上行端分离。现仅办理货运，不办理客运业务，车站及其上下行区间均电气化。车站距离衡阳站373公里，隶属南宁铁路局，是四等站。

## 重大事故
2014年1月13日，配属南宁铁路局柳州机务段的第0860号和谐3C型电力机车，担当衡柳铁路湛江至上海南间K150次列车牵引任务，第0880号和谐3C型电力机车附挂机次无火回送。附挂机车在柳州站第一次无火回送操作完成后，错误将停放制动控制塞门B40.06再次开通、隔离操作，但没有再次下车将1、5轮停放制动环拉出，机械缓解停放制动。造成6时57分柳州站开车后机车第1、5轮抱轮运行。8时39分列车以114km/h的速度运行至二塘站II道进站道岔处时，附挂司机听见走行部异音，机车上下剧烈跳动，立即采取紧急制动措施。8时41分停于二塘站II道354km636m处，附挂的HXD3C型0880号机车第三轮对脱线，构成旅客列车一般A类事故。